# Drechterlandsehuis
Het Drechterlandsehuis of Drechterlandhuis zijn twee rijksmonumentale panden aan de Grote Oost 2 en 4-6 in de Nederlandse stad Hoorn. Van 1915 tot en met 1972 waren de panden op nummers 4 en 6 in gebruik door het waterschap Drechterland en daarna tot 1995 door diens rechtsopvolger, het uit een fusie ontstane Waterschap Westfriesland. In 1972 is vanwege deze fusie het naastgelegen pand op nummer 2 aangekocht en is een verbinding tussen nummer 4 en nummer 2 gerealiseerd.

## Geschiedenis
Het pand Grote Oost 2 is in de 16e eeuw gebouwd, wanneer de panden op nummers 4 en 6 gebouwd zijn is niet bekend. Wel is bekend dat in 1728 de nummer 4 en 6 door Cornelis van Foreest zijn aangekocht. De familie Van Foreest bezat meer panden aan het Grote Oost, waaronder ook het Foreestenhuis. Zowel het Foreestenhuis als het latere Drechterlandsehuis bestaan elk uit meerdere panden met één jongere gemeenschappelijke gevel. De gevel op nr. 6 werd in 1734 in opdracht van Van Foreest gerealiseerd. Bovenaan deze gevel staat ook het alliantiewapen van Cornelis van Foreest en zijn vrouw Maria Eva van Akerlaken. Van Akerlaken was dochter van Joan van Akerlaken, regent van de stad Hoorn. Het rechterdeel van de gevel is opgetrokken in opdracht van een latere bewoner, de kaashandelaar Klaas Melchert de Jong, in 1892.
Van Foreest heeft alleen de panden 4 en 6 aangekocht en samengevoegd. In 1915, na het overlijden van De Jong, werden de panden aangekocht door het voormalige dijkgraafschap Drechterland (onder gelijktijdige verkoping van haar vestiging aan de Westerstraat in Enkhuizen). Gedurende de Tweede Wereldoorlog werd het complex door de bezetter gevorderd en vestigde er de Orts-Kommandantur. Drechterland heeft in 1972 ook het naastgelegen pand Grote Oost 2 aangekocht, ter voorbereiding op de fusie met het ambacht De Vier Noorder Koggen tot het Waterschap Westfriesland. Zij heeft het toen inpandig toegankelijk gemaakt door deuropeningen aan te laten brengen. Door deze deuropeningen werden de panden 2, 4 en 6 met elkaar verbonden. Omdat in 1995 het Waterschap Westfriesland uit de panden wegging, zijn de deuren tussen nummers 4 en 6 weer gesloten. In nummer 6 huist sindsdien een advocatenkantoor.
In 1996 werd aan de gevel tussen de nummers 2 en 4 een plaquette aangebracht ter herinnering aan Dieuw van Vliet en Aaf Dell. Zij hebben tijdens de Tweede Wereldoorlog onderduikers geholpen in de conciërgewoning in de achtertuin. Terwijl de onderduikers werden geholpen had de bezetter een Ortskommandantur in het Drechterlandsehuis gevestigd.
Aan de muur hangt ook een wapenschild dat afkomstig is uit een eerder waterschapshuis. Dit wapenschild, een alliantiewapen, bestaat uit het wapen van Westfriesland en dat van Ambacht van West-Friesland, genaamd „Drechterland”. Dit schild werd in 1994 gerestaureerd, hierbij werd het bladgoud op het wapen teruggebracht.

## Rijksmonumenten
Omdat de panden weer gescheiden zijn, zijn deze ook als aparte rijksmonumenten opgenomen. Het gehele voormalige complex werd op 16 november 1965 benoemd tot rijksmonumentale panden. In het pand nummer 4 bevindt zich een schouw uit 1732 (afkomstig uit een ander voormalig pand van het ambacht Drechterland, "De Tent" in Andijk) die eveneens onder de bescherming valt. Het wapenschild aan de gevel van nummer 6 is ook van "De Tent" afkomstig.